# C'mon Everybody
«C'mon Everybody» es una canción de 1958 escrita por Eddie Cochran y Jerry Capehart. En 1959 alcanzó el número 6 de las listas británicas y en 1988, treinta años más tarde, su reedición llegó a entrar de nuevo en listas, alcanzando el puesto 14. En Estados Unidos, el tema alcanzó el número 35 del Billboard Hot 100. "C'mon Everybody" ocupa el puesto 403 en la lista de 500 mejores canciones de todos los tiempos según la revista Rolling Stones.
Cuando Cochran grabó la parte vocal de la canción, creó también una versión alternativa titulada "Let's Get Together". La única diferencia entre ambas versiones es exactamente el cambio de la frase "Let's get together" en vez de "C'mon everybody". Esta versión alternativa apareció en un álbum recopilatorio a mediados de los años 70.
La canción fue usada por la compañía Levi Strauss & Co. para promover el modelo de vaqueros 501 en 1988, motivo por lo que el tema fue relanzado como sencillo ese año.

## Personal
- Eddie Cochran: Voz y guitarra[4]
- Connie 'Guybo' Smith: Bajo
- Earl Palmer: Batería
- Ray Johnson: Piano

## Versiones
Led Zeppelin interpretó la canción en el concierto celebrado en el Royal Albert Hall de Londres el 7 de enero de 1970, la grabación fue incluida en la película Led Zeppelin DVD de 2003. En 1971 la banda de heavy metal británica UFO incluyó una versión de "C'mon Everybody" en su álbum debut, UFO 1. El tema fue lanzado también como sencillo, llegando al número 1 de las listas de éxitos en Japón.
El grupo punk Sex Pistols publicó una versión del tema en su álbum de 1979 The Great Rock 'n' Roll Swindle con Sid Vicious como vocalista. El tema fue lanzado como sencillo el 22 de julio de 1979. En el mismo álbum se incluyó una versión del tema "Something Else" también compuesto por Eddie Cochran.